# Mormolyca sanantonioensis
Mormolyca sanantonioensis là một loài thực vật có hoa trong họ Lan. Loài này được (Christenson) M.A.Blanco mô tả khoa học đầu tiên năm 2007.